# Oswaldpeetersite
L'oswaldpeetersite est une espèce minérale du groupe des carbonates et du sous-groupe des carbonates d'uranyle, de formule (U6+O22+)2CO32−(OH)2 · 4H2O.

## Historique de la description et appellations

### Inventeur et étymologie
- L'oswaldpeetersite a été nommée ainsi en l'honneur de Maurice Oswald Peeters, cristallographe à l'université catholique de Louvain[Laquelle ?] en Belgique, qui réalisa des recherches dans la minéralogie de l'uranium.

### Topotype
GisementJomac mine, White Canyon, White Canyon district, Comté de San Juan, Utah, États-Unis
ÉchantillonLes échantillons de référence sont déposés à l'institut royal des sciences naturelles de Belgique, à Bruxelles.

## Caractéristiques physico-chimiques

### Cristallochimie
- L'oswaldpeetersite fait partie du groupe de la joliotite

### Groupe de la joliotite
- Blatonite (UO22+)CO32− · H2O, Unk; Hexa
- Joliotite (UO22+)CO32− · nH2O, (n=2?) P 222, Pmm2; Ortho
- Oswaldpeetersite (UO22+)2CO32−(OH)2 · 4H2O, P 21/c; 2/m
- Rutherfordine (UO22+)CO32−, P mmm; 2/m 2/m 2/m

### Cristallographie
- Paramètres de la maille conventionnelle : a = 4,142 5 Å, b = 14.098, c = 18.374, β =103,62 °, Z = 4, V = 1 042,88 Å3
- Densité calculée = 4,50

### Propriétés physiques
HabitusL'oswaldpeetersite se trouve sous forme de minuscules cristaux prismatiques atteignant 0,1 millimètre de long et 0,01 millimètre de large, associés en groupes radiés. Les cristaux sont fortement striés parallèlement à la longueur.

## Gîtes et gisements

### Gîtologie et minéraux associés
GîtologieL'oswaldpeetersite se trouve dans les plateaux sédimentaires types des dépôts d'uranium du Colorado, au sein du conglomérat triasique de Shinarump.
Minéraux associésGypse, cuprite, antlérite, goethite, lépidocrocite, mbobomkulite, hydrombobomkulite, sklodowskite.

### Gisements producteurs de spécimens remarquables
L'oswaldpeetersite est très rare et ne se trouve aujourd'hui que dans un seul gisement au monde.
- États-Unis

Jomac mine, White Canyon, White Canyon district, Comté de San Juan, Utah